# Bodiluddelingen 2018
Bodiluddelingen 2018 fandt sted den 17. marts 2018 på Folketeatret i København og markerede den 71. gang at Bodilprisen blev uddelt. Uddelingens værter var satiretrioen PLATT-FORM bestående af Mille Lehfeldt, Laus Høybye og Jakob Fauerby.
Den 5. marts 2018 blev annonceret af Danske Filmkritikere at årets Æres-Bodil ville gå til filminstruktør Lone Scherfig for at hylde hendes imponerende danske såvel som internationale instruktørkarriere.
Filmen Underverden af Fenar Ahmad holdt aftenens højeste antal af nomineringer med i alt fem, efterfulgt af filmen Mens vi lever af Mehdi Avaz med i alt fire nomineringer. Nomineret til bedste film var hele tre spillefilmsdebutanter; Annika Berg for Team Hurricane, Hlynur Palmason for Vinterbrødre og Mehdi Avaz for Mens vi lever, hvor det blev Palmasons Vinterbrødre, der kunne tage prisen med hjem. Dejan Cukic og Amanda Collin var begge førstegangsmodtagere af en Bodil-pris i hhv. bedste mandlige og kvindelige hovedrolle. I 2015 modtog Ruben Östlund for første gang prisen for bedste ikke-amerikanske film med filmen Force Majeure, og han kunne ved denne uddeling tage samme pris med hjem igen, denne gang for filmen The Square med danske Claes Bang i hovedrollen. Maria von Hausswolff vinder for andet år i træk prisen for bedste fotograf for hendes arbejde på Vinterbrødre.
Bodilprisens Streamingpris blev ved denne uddeling uddelt i samarbejde med Blockbuster, som også var uddelingens hovedsponsor.

## Vindere og nominerede
| Bedste mandlige hovedrolle | Bedste kvindelige hovedrolle |
| --- | --- |
| - Dejan Cukic for Fantasten - Mikkel Boe Følsgaard for Den bedste mand - Sebastian Jessen for Mens vi lever - Elliott Crosset Hove for Vinterbrødre - Dar Salim for Underverden                                               | - Amanda Collin for En frygtelig kvinde - Danica Curcic for Darling - Frederikke Dahl Hansen for Danmark - Trine Dyrholm for Du forsvinder - Det unge ensemble i Team Hurricane for Team Hurricane                                                     |
| Bedste mandlige birolle | Bedste kvindelige birolle |
| - Søren Malling for Den bedste mand - Oscar Dyekjær Giese for Fantasten - Simon Sears for Vinterbrødre - Dulfi Al-Jabouri for Underverden - Ali Sivandi for Underverden                                                       | - Julie Christiansen for Mens vi lever - Lene Maria Christensen for Den bedste mand - Lisa Nilsson for Gud taler ud - Charlotte Munck for Mens vi lever - Stine Fischer Christensen for Underverden                                                    |
| Bedste danske film | Bedste amerikanske film |
| - Vinterbrødre af Hlynur Palmason - En frygtelig kvinde af Christian Tafdrup - Mens vi lever af Mehdi Avaz - Team Hurricane af Annika Berg - Underverden af Fenar Ahmad                                                       | - La La Land af Damien Chazelle - Blade Runner 2049 af Denis Villeneuve - Manchester by the Sea af Kenneth Lonergan - Moonlight af Barry Jenkins - Paterson af Jim Jarmusch                                                                            |
| Bedste ikke-amerikanske film | Bedste dokumentarfilm |
| - The Square af Ruben Östlund (Sverige) - American Honey af Andrea Arnold (Storbritannien) - Dunkirk af Christopher Nolan (Storbritannien) - Frantz af Francois Ozon (Frankrig) - The Handmaiden af Chan-wook Park (Sydkorea) | - Last Men in Aleppo af Firas Fayyad - Al magt til folket af Lise Birk Pedersen - En fremmed flytter ind af Nicole N. Horanyi - Venus – Let’s Talk About Sex af Lea Glob & Mette Carla Albrechtsen - Vold – i kærlighedens navn af Christina Rosendahl |

## Øvrige priser

### Æres-Bodil
* Lone Scherfig

### Sær-Bodil
- The Animation Workshop, Copenhagen Bombay og VOID – International Animation Film Festival - for deres store arbejde med at fremme danske animationsfilm-, projekter og uddannelser.

### Bedste fotograf
- Maria von Hausswolff for Vinterbrødre

### Samarbejdspriser
Henning Bahs Prisen
- Thomas Bremer og Nikolaj Danielsen for QEDA

Bedste manuskript
- Adam August og Fenar Ahmad for Underverden

Blockbuster Streamingprisen
Vinder: Underverden af Fenar Ahmad
Nominerede:
- 3 ting af Jens Dahl
- Alle for tre af Rasmus Heide
- Aminas breve af Jacob Bitsch
- Dan-Dream af Jesper Rofelt
- Dræberne fra Nibe af Ole Bornedal
- Far til fire - På toppen af Martin Miehe-Renard
- Fuglene over sundet af Nicolo Donato
- Klassefesten 3 af Birger Larsen
- Swinger af Mikkel Munch-Fals